# Исламски Емират Авганистан (1996—2001)
Исламски Емират Авганистан (пашт. د افغانستان اسلامي امارت) непризнати је исламски емират под управом Талибана који дефакто контролишу већи део Авганистана након пада Кабула 15. августа 2021.
Један је од два ентитета који тврде да су легитимна влада Авганистана, поред међународно признате Исламске Републике Авганистан. Талибани су раније владали државом под именом Исламски Емират од 1996. до 2001. Током претходне владавине групе, она је контролисала приближно 90 посто земље, док је делове североистока држала Северна Алијанса, која је у великој мери задржала међународно признање као наставак привремене Исламске Државе Авганистан.